# Cytisus tommasinii
Cytisus tommasinii är en ärtväxtart som beskrevs av Roberto de Visiani. Cytisus tommasinii ingår i släktet kvastginster, och familjen ärtväxter. Inga underarter finns listade i Catalogue of Life.